# Zalew w Iłży
Zalew w Iłży (także: Zalew Iłżanka lub Jezioro Iłża) – zbiornik wodny na rzece Iłżance w południowej części Iłży, w województwie mazowieckim, powiecie radomskim.

## Charakterystyka i historia
Zalew powstał na przełomie lat 50. i 60. XX wieku w miejscu naturalnego rozszerzania się Iłżanki w Iłży. Wykorzystywany jest w celach turystycznych i rekreacyjnych od czasu powstania nad nim Miejsko Gminnego Ośrodka Sportu i Rekreacji (usytuowano go w sąsiedztwie brzegu rzeki). Dysponuje bazą noclegową, gastronomią, wypożyczalnią sprzętu do uprawiania sportów wodnych, amfiteatrem, polem namiotowym, parkingiem, kąpieliskiem strzeżonym, plażą i boiskami sportowymi. W 2014 powstała nad zalewem siłownia zewnętrzna. 
W latach 2019–2020 prowadzono prace w zakresie poprawy ekosystemu pierwszej strefy zbiornika, autorską technologią opracowaną w 2009 przez dra inż. Marcina Sitarka. W lipcu 2020 najgrubsza miąższość osadu dennego w akwenie wyniosła 124 cm, natomiast maksymalna przezroczystość wody mierzona przy pomocy krążka Secchiego miała 80 cm.

## Przyroda
Nad zalewem gniazdują (dane na 1996) perkoz dwuczuby, bąk, łabędź niemy, błotniak stawowy, brzęczka, a być może też bączek, rybitwa rzeczna i kropiatka.
Akwen jest miejscem rozgrywania zawodów wędkarskich.

## Galeria

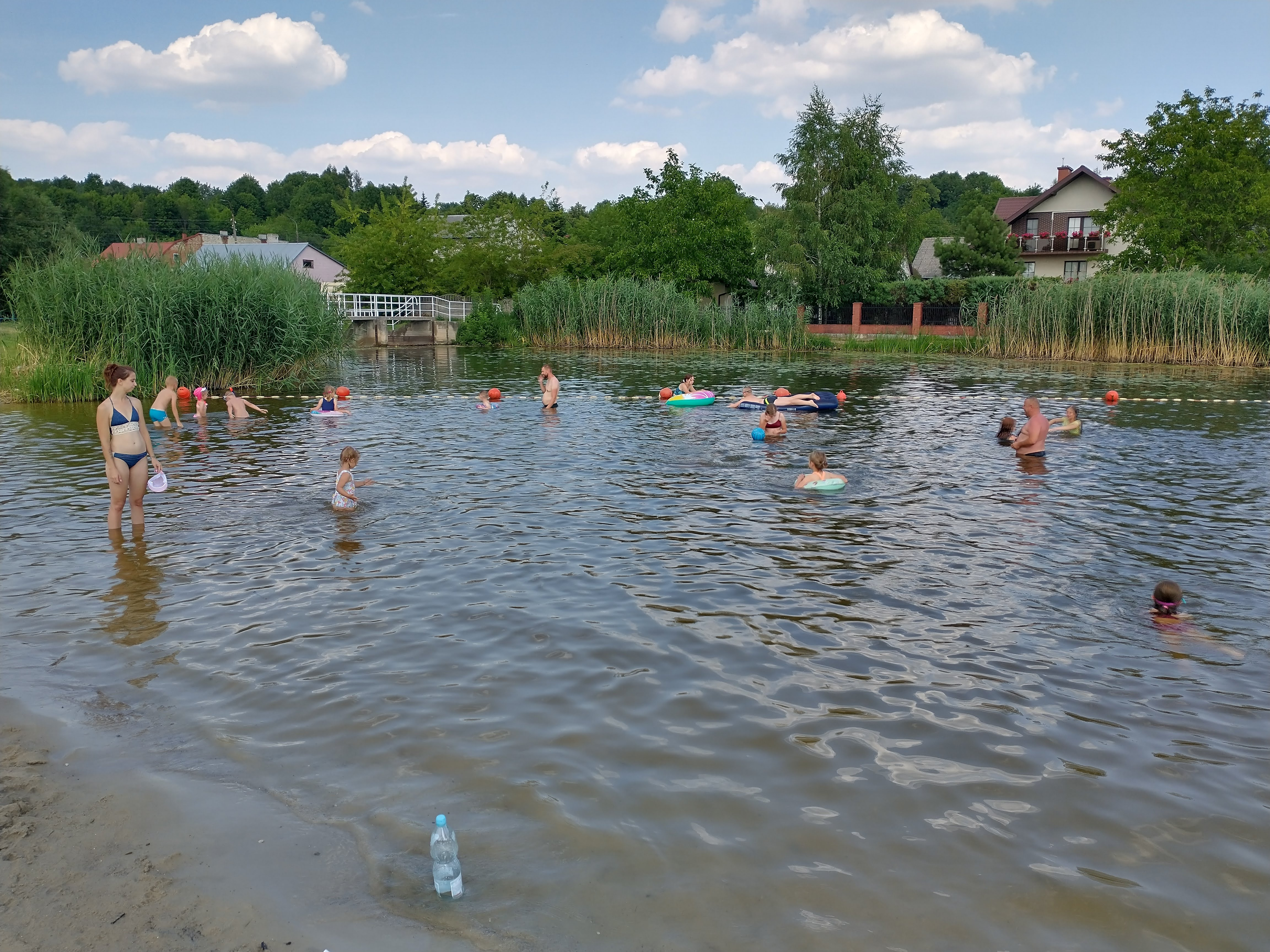
Plaża i zapora
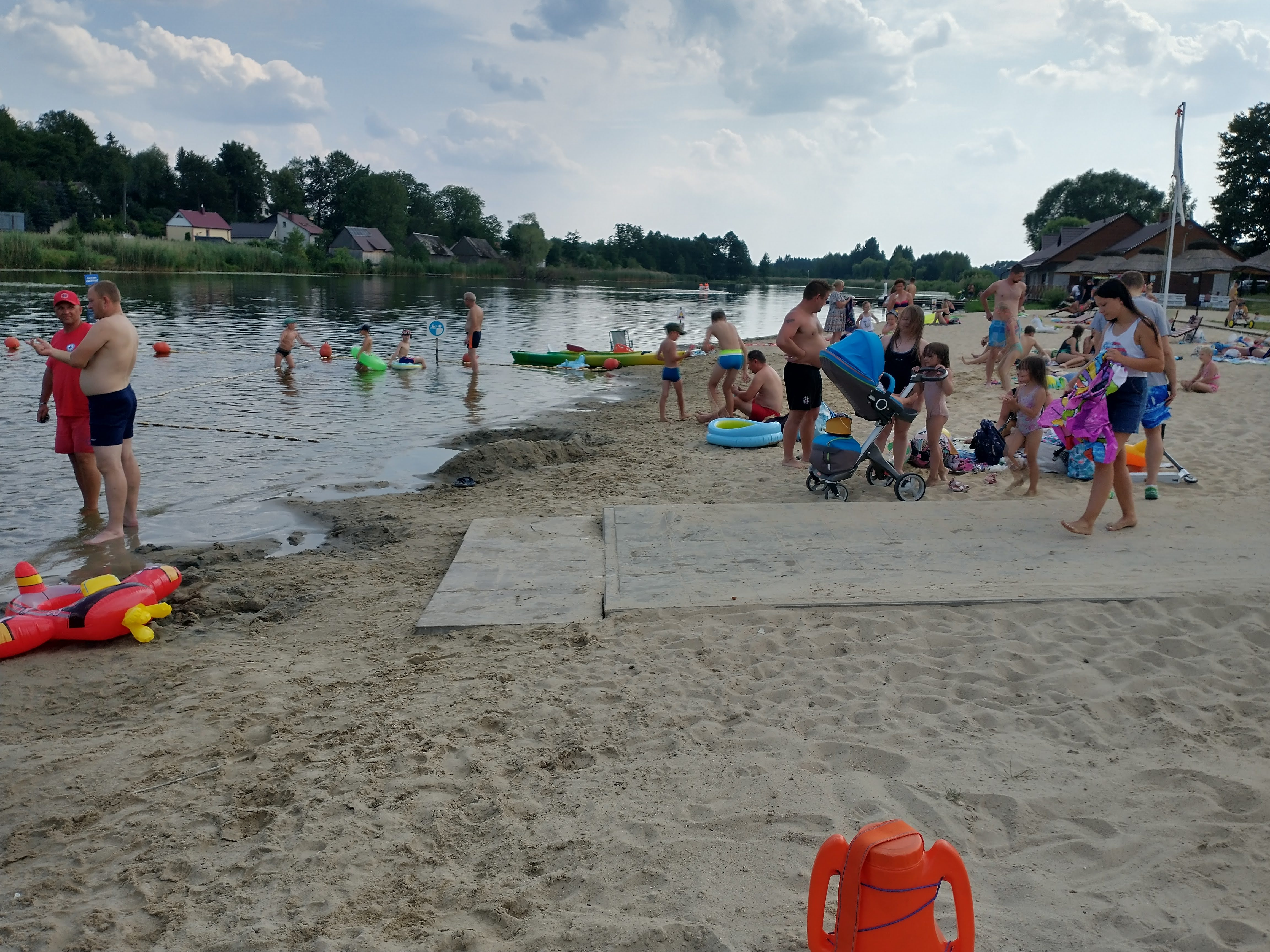
Plaża (widok ku południowi)